# Calyptranthes langsdorffii
Calyptranthes langsdorffii är en myrtenväxtart som beskrevs av Otto Karl Berg. Calyptranthes langsdorffii ingår i släktet Calyptranthes och familjen myrtenväxter. Inga underarter finns listade i Catalogue of Life.